# أندريا ناليس

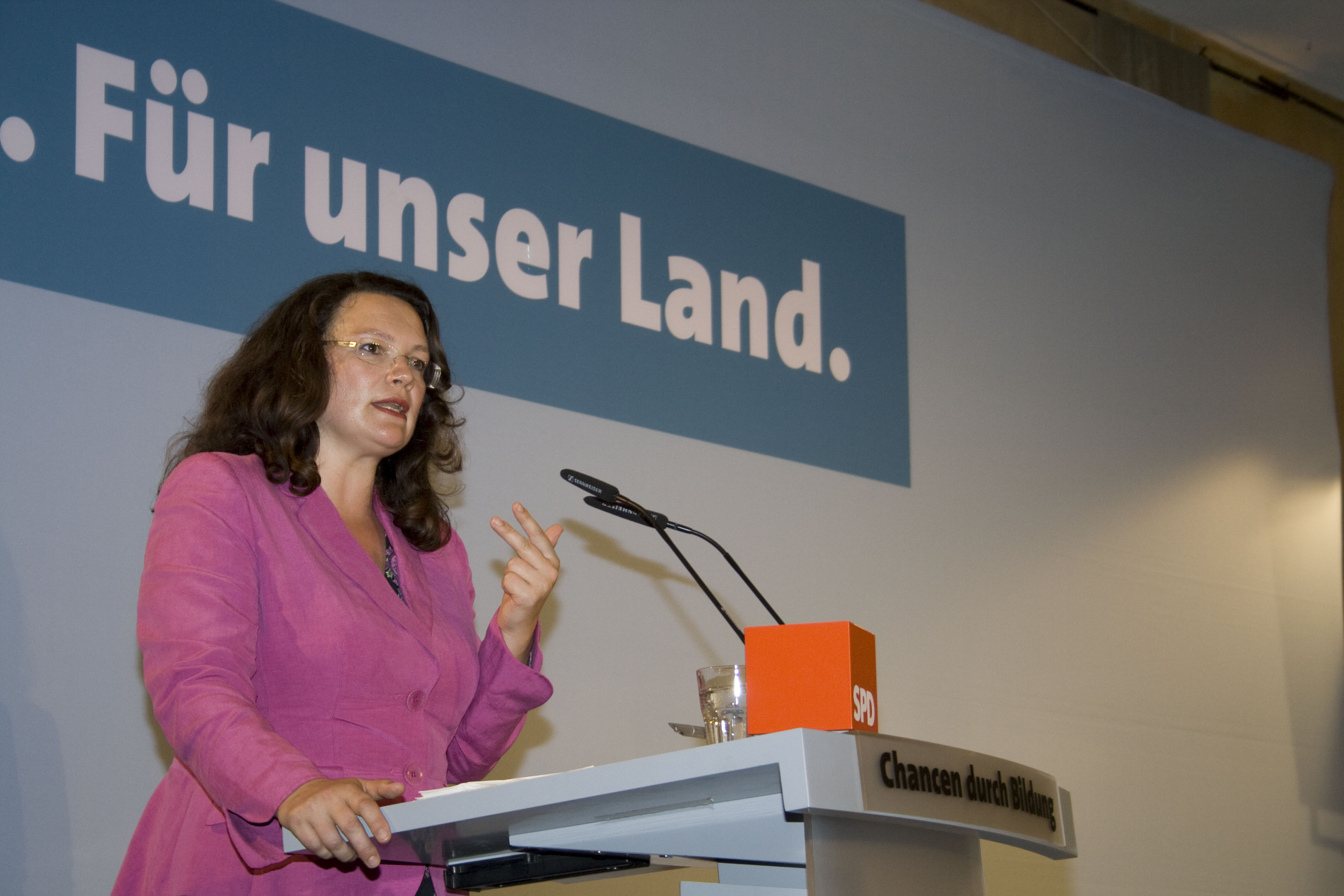
أندريا ناليس

أندريا ناليس Andrea Nahles (ولدت في 20 يونيو 1970 في مينديش) سياسية ألمانية، من الحزب الاشتراكي الديمقراطي، انتخب في البوندستاغ عن الحزب.
عرفت في الحزب بانتقادها لأجندة 2010 لغيرهارد شرودر المستشار الألماني ورئيس الحزب السابق، وصنفت بذلك ضمن الجناح اليساري للحزب.
انتخبت أمينة عامة للحزب في نوفمبر 2009 في مؤتمر الحزب الذي عقد في دريسدن.

## روابط خارجية
- أندريا ناليس على موقع مونزينجر (الألمانية)